# Incursión turca en el norte de Irak

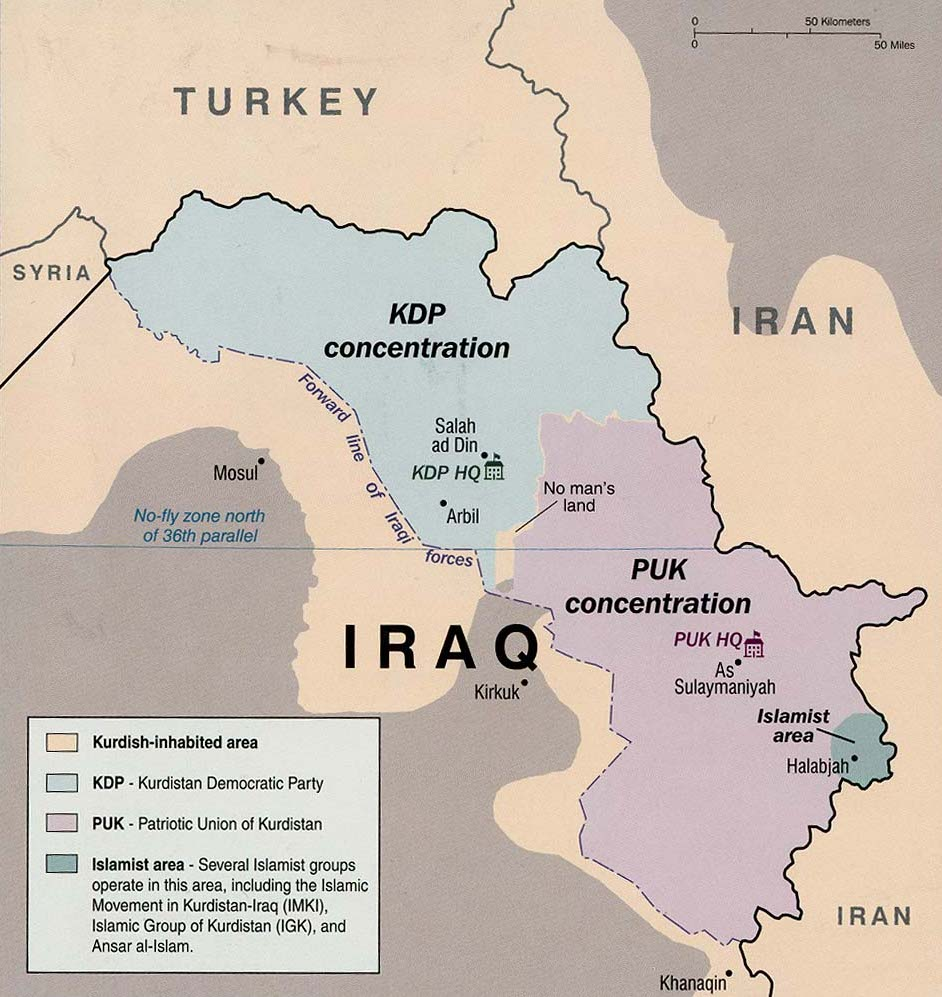
Mapa del Kurdistán Iraqi.

La incursión turca en el norte de Iraq, con el nombre en código de Operación Sol (turco: Güneş Harekâtı) por las Fuerzas Armadas de Turquía, comenzó el 21 de febrero, del 2008, cuando el ejército turco envió tropas hacia el norte de Iraq con el fin de atacar a miembros del Partido de los Trabajadores de Kurdistán (PKK). La ofensiva terrestre fue precedida por bombardeos aéreos realizados por la Fuerza Aérea de Turquía contra los campos del PKK en el norte de Iraq, que copmenzó el 16 de diciembre, del 2007. Según el Jefe del estado mayor turco, la fuerza aérea turca destruyó más de 300 objetivos y erradicó más de 700 militantes del PKK para enero del 2008, cuando se lanzó la ofensiva terrestre. 
Los informes iniciales informaban que miles de soldados (cerca de 10,000) habían tomado parte en la ofensiva, aunque informes posteriores se referían a unos pocos cientos.

## Antecedentes
En octubre de 2007, aviones turcos y las fuerzas terrestres se enfrentaron con las fuerzas del PKK en Turquía y sobre la frontera en el norte de Irak.

## Campaña de bombardeos en invierno
Turquía puso en marcha su primera incursión transfronteriza el 16 de diciembre de 2007, que incluyó 50 aviones de combate. Un comunicado militar turca dijo que hasta 175 milicianos murieron en ese día solo, mientras que los funcionarios iraquíes dijeron que los ataques habían apuntado a 10 aldeas y mató a un civil. El PKK reportó siete muertes.
El 26 de diciembre, el Estado Mayor turco dijo que aviones militares turcos bombardearon ocho bases del PKK en el norte de Irak en un ataque llevado a cabo después de "se determinó que un gran grupo de militantes, que han sido vistos durante mucho tiempo, se preparaban para pasar el invierno en ocho cuevas y escondites en la región de Zap ", dijo el comunicado.
El 10 de enero de 2008, aviones de combate turcos bombardearon escondites del PKK en el norte de Irak, los militares anunciaron, pero no hubo reportes de víctimas o daños graves.
El ejército turco en un comunicado el 4 de febrero que los aviones de combate turcos golpeó cerca de 70 objetivos del PKK en el norte de Irak en una serie de huelgas.
El presidente de la región kurda del norte de Irak, Massoud Barzani, condenó las incursiones de Turquía y advirtió a Ankara para detener las huelgas, y el canciller iraquí, Hoshyar Zebari, quien es miembro del Partido Democrático Kurdo (PDK), expresó su preocupación por que "las acciones unilaterales "podría perjudicar a los intereses de Irak y Turquía.
De acuerdo con estimaciones del Estado Mayor General de Turquía, hubo 300 militantes del PKK en la región antes de la incursión y las reclamaciones del Estado Mayor que 240 militans fueron asesinados.

## Operación Sol

### La preparación para la incursión terrestre
El 21 de febrero, Turquía comenzó la artillería dirigida y bombardeo aéreo de las posiciones del PKK en el norte de Irak con el fin de "destruir la infraestructura de la organización en la región." Esto duró de 10:00 a 18:00, hora local. El gobierno turco informó que el día de la operación, el presidente turco, Abdullah Gül, hizo una llamada telefónica al presidente iraquí Jalal Talabani, un kurdo a sí mismo, para informarle sobre los detalles de la incursión. También invitó a Talabani para venir a Turquía.
El primer ministro turco, Recep Tayyip Erdoğan, dijo que llamó al primer ministro iraquí Nuri al Maliki, en la noche comenzó la operación terrestre, EE. UU. y más tarde el presidente George W. Bush. Los Estados Unidos fue guardado en su respuesta a la incursión, pidiendo que Turquía tenga cuidado de seleccionar solo el PKK, de "limitar el alcance y la duración de sus operaciones", y para trabajar con las autoridades iraquíes y kurdos.

### Incursión
La propia incursión comenzó a las 17:00 UTC 21 de febrero de 2008. Los informes de NTV Turquía indicó que 10.000 soldados participaron en la operación, y había avanzado más allá de 10 kilómetros de la frontera turca en Irak, principalmente en la región Hakurk. Otro informe de la CNN-Turk dijo que 3000 las fuerzas especiales estaban involucrados.
La incursión fue anunciada en la página web del Estado Mayor General de Turquía, al día siguiente, y que constituyen la "primera incursión confirmada tierra" desde la invasión de Irak en 2003.
De acuerdo con el ministro de Relaciones Exteriores iraquí, las tropas turcas habían avanzado a solo 5 km en territorio iraquí. 60 tanques se dice también que inicialmente entró en Irak, pero al día siguiente algunos habían regresado a través de la frontera.
Los kurdos iraquíes, las fuerzas peshmerga fueron puestos en alerta y prevenir los observadores militares turcos en el norte de Irak de salir de sus campamentos.
Las autoridades iraquíes anunciaron que las tropas turcas no habían cruzado la frontera iraquí con la ruta principal de la tierra en Irak, el Puente de Jabur, y no hubo reportes de contacto turco de las fuerzas del Gobierno Regional de Kurdistán Peshmerga. Irak, afirmó que Turquía había destruido cinco puentes en la zona.
El 24 de febrero, las fuentes del PKK afirmó que combatientes del PKK habían derribado un helicóptero Cobra de Turquía. Turquía confirmó esta tarde en el día, diciendo que el incidente ocurrió "por una razón desconocida." El avance de las tropas turcas estaban atacando a los refugios de los PKKs, centros logísticos y municiones. Según Turquía, los militantes del PKK en retirada establecer trampas explosivas en los cadáveres de los compañeros muertos y colocado minas en las rutas de escape con el fin de ganar tiempo.
El 25 de febrero, el ejército había avanzado más de 12 kilómetros en Irak y afirmó haber destruido siete campamentos de milicianos. Los intensos combates estragos en la entrada a la grandeza del valle Zab con la mayoría de las tropas turcas en Irak involucrados en un ataque contra un centro de comando de teclado del PKK en el valle después de tomar el control del campamento del PKK Haftanin unos 3 kilómetros de la frontera. Los combates se concentran en una colina estratégica para controlar la entrada del valle. Al menos 21 milicianos murieron en la batalla por la colina de acuerdo con el ejército turco. El PKK utiliza cañones de largo alcance para contener a las fuerzas armadas, matando a dos soldados turcos, hasta que hizo callar con fuego de armas ligeras y pesadas. Las pérdidas del PKK no se pudo determinar debido al mal tiempo.
En los próximos días aviones de combate turcos bombardearon escondites del PKK en la zona montañosa y Siladze intensos combates estragos en la zona cerca de los campamentos del PKK en Zap y Haftanin, con la guerrilla la colocación de una fuerte resistencia. El 27 de febrero Turquía envió tropas adicionales a Irak en la cara de la continua presión de la comunidad internacional para una rápida retirada.
El 28 de febrero un funcionario turco de alto rango dijo fuerzas de seguridad turcas estaban planeando retirar sus tropas en unos pocos días a un cordón sanitario deshabitado en el lado sur de la frontera. La presión sobre Turquía que retire, sin embargo, siguieron aumentando.
El ejército turco se retiró de Irak el 29 de febrero, declarando que sus objetivos se habían logrado y llegó a la conclusión de la operación, al tiempo que niega que la retirada había sido motivada por la presión de los Estados Unidos.

### Muertes y pérdidas
De acuerdo con el Estado Mayor eslovaco, con un total de 272 aéreos y 517 objetivos de ataque a tierra se vieron afectados durante la operación, mientras que 126 cuevas, 290 albergues, 12 puestos de mando, 11 puestos de comunicación, 6 centros de formación, 23 centros logísticos, 18 instalaciones de transporte, 40 piezas de artillería de luz y 59 armas antiaéreas del PKK fueron destruidas o desactivado. Turquía dijo haber matado a 237 militantes del PKK y capturó a 3 durante la operación terrestre. En el lado turco, 24 soldados y 3 guardias rurales fueron asesinados en combate. Antes de la operación terrestre, Turquía estima que otros 300 militantes del PKK habían sido asesinados por los ataques aéreos turcos que se iniciaron el 16 de diciembre de 2007 y continuó hasta el comienzo de la ofensiva terrestre el 21 de febrero de 2008.